# Wir sind groß
Wir sind groß ist ein Lied des deutschen Popsängers Mark Forster. Das Stück ist die erste Singleauskopplung aus seinem dritten Studioalbum Tape.

## Entstehung und Artwork
Geschrieben wurde das Lied gemeinsam von Mark Cwiertnia (Mark Forster), Robin Haefs, Ralf Christian Mayer, Daniel Nitt, Konstantin Scherer (Djorkaeff), Vincent Stein (Beatzarre) und Nico Wellenbrink (Nico Santos). Produziert wurde die Single von Mark Cwiertnia, Ralf Christian Mayer und Daniel Nitt; als zusätzliche Koproduzenten standen ihnen Beatzarre und Djorkaeff zur Seite. Die Aufnahmen, Abmischung und das Mastering erfolgten unter der Leitung von Ralf Christian Mayer im Gismo7 in Motril (Spanien). Das Arrangement und die Programmierung wurden von Daniel Nitt getätigt. Die Single wurde unter dem Musiklabel Four Music veröffentlicht und durch den Aquarium Musikverlag/SonyATV, Budde Music und Edition Larrabeat Publishing/BMG Music Publishing vertrieben. Auf dem Cover der Maxi-Single ist lediglich der Liedtitel in schwarzer Schrift in einem weißen Kreis, vor einem von blau über violett ins rot gehenden Hintergrund, zu sehen.

## Veröffentlichung und Promotion
Die Erstveröffentlichung von Wir sind groß erfolgte als Einzeldownload am 1. April 2016. Die Veröffentlichung einer physischen Single folgte eine Woche später am 8. April 2016 in Deutschland, Österreich und der Schweiz. Die physische Maxi-Single wurde als 2-Track-Single veröffentlicht und beinhaltet eine zusätzliche Remixversion von Wir sind groß: der sogenannte „Calyre Remix“.
Um das Lied zu bewerben, folgten unter anderem Liveauftritte zur Hauptsendezeit während der Echoverleihung 2016, während des ESC-Countdowns 2016, bei Verstehen Sie Spaß? im Ersten, in der Sat.1-Show Luke! Die Woche und ich sowie im RTL-Jahresrückblick 2016!. Kurz nach der Veröffentlichung von Wir sind groß wurde bekannt, dass die Single der offizielle Beitrag zur Berichterstattung der Fußball-Europameisterschaft 2016 des ZDFs sein wird. Im Januar 2018 war Wir sind groß Teil des Soundtracks zum ARD-Fernsehfilm Die Inselärztin: Neustart auf Mauritius.

## Inhalt
| „Wir fliegen weg, denn wir leben hoch, gewinnen alles und geh’n k. o. Wir brechen auf, lass’ die Leinen los, die Welt ist klein und wir sind groß. Und für uns bleibt das so, für immer jung und zeitlos. Wir fliegen weg, denn wir leben hoch, die Welt ist klein und wir sind groß.“ – Refrain, Originalauszug | Der Liedtext zu Wir sind groß ist in deutscher Sprache verfasst. Die Musik wurde von Mark Cwiertnia, Ralf Christian Mayer, Daniel Nitt, Konstantin Scherer, Vincent Stein und Nico Wellenbrink; der Text von Cwiertnia, Robin Haefs, Scherer, Stein und Wellenbrink verfasst. Musikalisch bewegt sich das Lied im Bereich der Popmusik. Der Hauptgesang des Liedes stammt von Forster, im Hintergrund sind zusätzlich die Stimmen von Daniel Nitt und Nico Santos zu hören. Als Instrumentalisten wurden Alex Grube (E-Gitarren) und Daniel Nitt (Akustische Gitarre und Keyboard) engagiert. Das Musiklabel Sony Music beschrieb den Inhalt des Stückes mit folgenden Worten: „Wir sind groß ist der Glücksschrei am Beginn einer gemeinsamen Nacht, eine Ode an die Freundschaft, ein Stück über das gemeinsame Loslassen.“ Der deutsche Radiosender 1Live beschrieb Wir sind groß mit diesen Worten: „Die Euphorie am Ende einer durchgefeierten Nacht, Quatsch machen mit den Freunden und das Gefühl, dass Zeit keine Rolle spielt.“ |

## Musikvideo
Zu Wir sind groß veröffentlichte Forster zwei verschiedene Musikvideos. Zunächst feierte am 9. April 2016 ein Lyrik-Video seine Premiere. Zu sehen ist lediglich Forster, vor einem blauen/roten Hintergrund, der das Lied singt und sich dazu bewegt. Während des gesamten Videos werden immer wieder kurze Textpassagen und Schlagwörter, wie man es aus typischen Lyrik-Videos kennt, eingeblendet. Die Gesamtlänge des Videos beträgt 3:23 Minuten.
Am 25. Juni 2016 folgte die Veröffentlichung eines richtigen Musikvideos. Das Video wurde unter anderem in Los Angeles gedreht und feierte auf YouTube seine Premiere. Hier sind die Tagesabläufe verschiedener Menschen zu sehen, die am Ende in gemeinsamen Aktivitäten mit Freunden und Familie enden (z. B. Wanderer, eine Mutter mit ihrem Kind oder auch Liebespaare usw.). Das Hauptaugenmerk im Video liegt dabei auf dem Tagesablauf einer jungen Asiatin. Ihr Tag beginnt mit dem Aufstehen und fertig machen, sie besucht eine Wäscherei, erledigt ihren Einkauf, besucht einen Plattenladen und trifft sich gegen Abend mit ihrer Freundin, später mit weiteren Freunden und feiert zusammen mit ihnen. Zwischendurch ist auch immer wieder Forsters’ Tagesablauf zu sehen. Dieser beginnt in der U-Bahn, als er auf dem Weg ins Tonstudio ist, dort ist er im Anschluss zu sehen. Später ist Forster bei Gesangsproben und später am Abend während eines Konzertes zu sehen.
Regie bei beiden Videos führte wie bereits bei den drei vorangegangenen Musikvideos zu Au revoir, Flash mich und Bauch und Kopf wieder Kim Frank. Bis heute zählen beide Musikvideos zusammen über 51 Millionen Aufrufe bei YouTube (Stand: März 2022).

## Mitwirkende
| Liedproduktion - Mark Cwiertnia (Mark Forster): Gesang, Komponist, Liedtexter, Musikproduzent - Alex Grube: E-Gitarre - Robin Haefs: Liedtexter - Ralf Christian Mayer: Abmischung, Komponist, Mastering, Musikproduzent, Tonmeister - Daniel Nitt: Akustische Gitarre, Arrangement, Hintergrundgesang, Keyboard, Komponist, Musikproduzent, Programmierung - Konstantin Scherer (Djorkaeff): Komponist, Koproduzent, Liedtexter - Vincent Stein (Beatzarre): Komponist, Koproduzent, Liedtexter - Nico Wellenbrink (Nico Santos): Hintergrundgesang, Komponist, Liedtexter Unternehmen - Aquarium Musikverlag/SonyATV: Vertrieb - Budde Music: Vertrieb - Edition Larrabeat Publishing/BMG Music Publishing: Vertrieb - Four Music: Musiklabel - Gismo7: Tonstudio | Musikvideo (Lyrikvideo) - Benjamin Erdenberger: Oberbeleuchter - Kim Frank: Regisseur - Sebastian Ganschow: Kameraassistent - Martin Jahnke: Beleuchter - Second Left: Motion-Design - Tini Sager: Maskenbildnerin - Typeholics: Grafiker |

## Rezeption

### Chartplatzierungen
Wir sind groß erreichte in Deutschland Position drei der Singlecharts und konnte sich insgesamt sechs Wochen in den Top 10 und 29 Wochen in den Charts halten. In den deutschen Airplaycharts erreichte die Single für eine Woche die Spitzenposition. In Österreich erreichte die Single in 20 Chartwochen Position 18 und in der Schweiz in ebenfalls 20 Chartwochen Position 16 der Charts. Obwohl es das Lied nicht auf Platz eins und teilweise nicht mal in die Top 10 schaffte, war es trotzdem für einen Zeitraum von drei Wochen das erfolgreichste deutschsprachige Lied in den deutschen Singlecharts, sowie für fünf Wochen das erfolgreichste deutschsprachige Lied in der österreichischen Hitparade. 2016 platzierte sich die Single als zweiterfolgreichster deutscher Beitrag nach Die immer lacht auf Position 21 in den deutschen Single-Jahrescharts, sowie auf Position 67 in Österreich und auf Position 72 in der Schweiz. In den deutschen Airplay-Jahrescharts belegte Wir sind groß Position acht und war damit der meistgespielte deutschsprachige Titel des Jahres.
Für Forster als Interpret ist dies, inklusive des Charterfolgs mit seinem Musikprojekt Eff, bereits der neunte Charterfolg in Deutschland sowie der sechste in Österreich und der vierte in der Schweiz. Es ist sein vierter Top-10-Erfolg in Deutschland. Als Autor ist dies bereits der zehnte Charterfolg in Deutschland, sowie der sechste in Österreich und der vierte in der Schweiz. Es ist sein vierter Top-10-Erfolg in Deutschland. Als Musikproduzent ist dies sein fünfter Charterfolg in Deutschland und Österreich, sowie sein dritter in der Schweiz. Es ist sein dritter Top-10-Erfolg in Deutschland.
Für Scherer als Autor ist dies bereits der 37. Charterfolg in Deutschland, sowie der 28. in Österreich und der 21. in der Schweiz. Es ist sein siebter Top-10-Erfolg in Deutschland. Als Musikproduzent ist es bereits sein 37. Charterfolg in Deutschland, sowie der 27. in Österreich und der 18. in der Schweiz. Es ist sein vierter Top-10-Erfolg in Deutschland. Für Beatzarre als Autor oder Musikproduzent ist dies bereits der 44. Charterfolg in Deutschland, sowie der 33. in Österreich und der 22. in der Schweiz. Es ist sein sechster Top-10-Erfolg in Deutschland. Mayer erreichte in seiner Tätigkeit als Autor zum zehnten Mal die Charts in Deutschland sowie zum sechsten Mal in Österreich und zum dritten Mal nach Gewinner (Clueso) und Au revoir (Mark Forster) in der Schweiz. Als Produzent ist es sein 13. Charterfolg in Deutschland, auch der sechste in Österreich und ebenfalls nach Gewinner und Au revoir der dritte in der Schweiz. Für Nitt stellt es den fünften Charterfolg in Deutschland, den vierten in Österreich und nach Au revoir den zweiten in der Schweiz dar. Für Mayer und Nitt ist es jeweils nach Au revoir der zweite Top-10-Erfolg in Deutschland. Wellenbrink erreicht zum dritten Mal die Singlecharts in Deutschland, sowie zum zweiten Mal nach Home in Österreich und zum ersten Mal in der Schweiz. Erstmals erreichte ein Werk von ihm die deutschen Top 10. Für Haeffs ist es der erste Charterfolg seiner Karriere.
| ChartsChartplatzierungen | Höchstplatzierung | Wochen |
| ------------------------ | ----------------- | ------ |
| Deutschland (GfK)        | 3 (29 Wo.)        | 29     |
| Österreich (Ö3)          | 18 (20 Wo.)       | 20     |
| Schweiz (IFPI)           | 16 (20 Wo.)       | 20     |

| ChartsJahrescharts (2016) | Platzierung |
| ------------------------- | ----------- |
| Deutschland (GfK)         | 21          |
| Österreich (Ö3)           | 67          |
| Schweiz (IFPI)            | 72          |

### Auszeichnungen für Musikverkäufe
Im November 2016 wurde Wir sind groß in Deutschland mit einer Platin-Schallplatte für über 400.000 verkaufte Einheiten ausgezeichnet. Es ist Forsters fünfte Single, die mindestens Goldstatus erreichte. 2017 folgte eine Goldene Schallplatte in Österreich und 2018 Platin in der Schweiz für über 15.000 beziehungsweise 30.000 Verkäufe.
| Land/Region        | Auszeichnungen für Musikverkäufe (Land/Region, Auszeichnung, Verkäufe) | Verkäufe |
| ------------------ | ---------------------------------------------------------------------- | -------- |
| Deutschland (BVMI) | Platin                                                                 | 400.000  |
| Österreich (IFPI)  | Gold                                                                   | 15.000   |
| Schweiz (IFPI)     | Platin                                                                 | 30.000   |
| Insgesamt          | 1× Gold · 2× Platin ·                                                  | 445.000  |

## Coverversionen
- 2017: Die Schlümpfe, das Musikprojekt um die Schlümpfe veröffentlichte am 10. März 2017 eine Version unter dem Titel Zum Mond auf dem Album Das verschlumpfte Album.[20]
- 2017: Spongebob Schwammkopf, das Musikprojekt um Spongebob Schwammkopf veröffentlichte am 7. April 2017 eine Version unter dem Titel Ich bin groß auf dem Album Der Meister grillt.[21]